# Satèl·lits hipotètics de la Terra

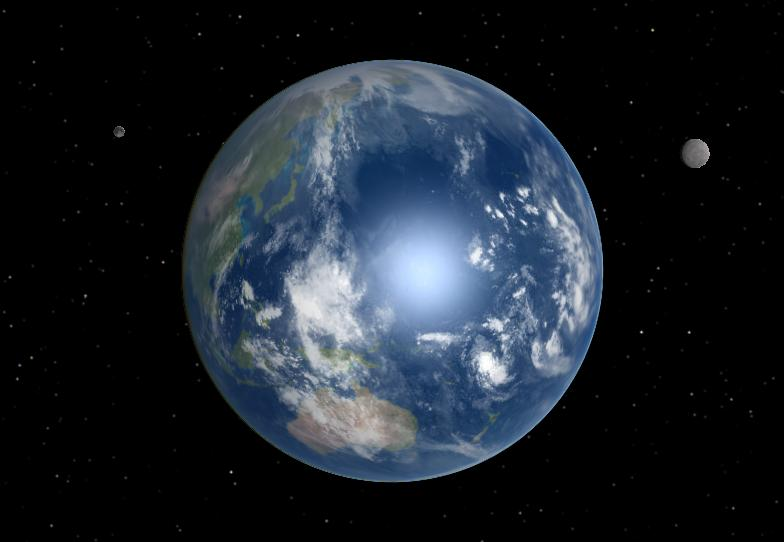
La Terra amb dues llunes.

Els Satèl·lits hipotètics de la Terra són les creences que la Terra podria posseir una altra lluna, a més de la Lluna. S'han proposat diversos candidats, però totes les hipòtesis han resultat ser falses. La Lluna és l'únic cos astronòmic conegut com a satèl·lit natural de la Terra.
Mentre que diverses cerques genuïnes de científics per a "la segona lluna" es van dur a terme als segles XIX i XX, el camp també ha estat objecte de diverses propostes que no són científiques i enganys possibles. Aquests possibilitats eren sobre els objectes de grandària específica i totes han estat desaprovades.
A pesar que la Lluna és l'únic satèl·lit natural conegut de la Terra, hi ha una sèrie d'objectes propers a la Terra, amb òrbites que es troben en ressonància amb la Terra. Aquests poden ser confosos amb els satèl·lits naturals i de vegades se'n podrien referir com a "segones llunes". Quasi-satèl·lits, com (3753) Cruithne, orbiten al Sol en ressonància 1:1 amb la Terra i sembla orbitar la Terra a partir d'un marc de referència extrusionador. Troians de la Terra, com 2010 TK7, segueixen el mateix camí orbital de la Terra, ja sigui abans o després, en les proximitats de la Terra i el Sol, en els punts 4 i 5 punt de Lagrange. Els objectes petits en òrbita al voltant del Sol també poden caure temporalment en òrbites al voltant de la Terra, convertint-se en "satèl·lits" de caràcter temporal.
Hi ha hagut grans cerques genèriques de llunes petites, les propostes reals o albiraments d'objectes específics reclamats en òrbita i, finalment, l'anàlisi i cerques dels objectius proposats. Cap d'aquests casos han pogut confirmar-se com a satèl·lit natural permanent.

## La lluna de Petit
La primera afirmació fonamental d'una altra lluna de la Terra va ser feta per l'astrònom francès Frédéric Petit, director de l'Observatori de Tolosa de Llenguadoc, qui en 1846 va anunciar que havia descobert una segona lluna en un òrbita el·líptica al voltant de la Terra. Es va al·legar que es va informar per Lebon i Dassier també en Tolosa de Llenguadoc, i Lariviere en Observatori Artenac, durant la tarda del 21 de març de 1846. Petit va proposar que aquesta segona lluna tenia una òrbita el·líptica, un període de 2 hores i 44 minuts, amb 3570 km d'apogeu i 11,4 km de perigeu. Aquesta teoria va ser desestimada. Els 11,4 km de perigeu són similars a l'altitud de creuer de la majoria dels avions moderns. Petit va publicar un altre article sobre les seves observacions de 1846, 15 anys després (1861), basant l'existència de la segona lluna sobre les pertorbacions en els moviments de la lluna ja existent. La hipòtesi de la segona lluna no es va confirmar tampoc.

## Llunes de Waltemath
En 1898 en Hamburg el científic Dr. Georg Waltemath va anunciar que havia localitzat un sistema de petites llunes que orbitaven la Terra. Havia començat la seva cerca de les llunes secundàries sobre la base de la hipòtesi que alguna cosa estava per la gravetat que afecta a l'òrbita de la Lluna.
Waltemath descriu una de les llunes de propostes a 1.030.000 km de la Terra, amb un diàmetre de 700 km, una òrbita de 119 dies, i 177 dies del periòdic sinòdic. També va dir que no reflectia la llum del sol prou com per ser observat sense telescopi, a no ser vists en determinats moments, i va fer diverses prediccions quant a les seves aparicions. "De vegades, brilla en la nit com el sol, però només per una hora o alguna cosa així." No obstant això, després del fracàs d'una observació de llunes en col·laboració amb Waltemath per part de la comunitat científica, aquests objectes van ser desacreditats. Especialment problemàtica va ser una predicció en la qual no es va observar al febrer de 1898. La proposta de Waltemath de més llunes, d'acord amb un esment a l'agost de 1898 qüestiona a Science. La tercera lluna estava més a prop que la primera, 746 km de diàmetre, i la va a anomenar "Wahrhafter Wetter-und Mond Imant".

## Altres hipòtesis
El 1918, l'astròleg Walter Gornold, també conegut com a Sepharial, va afirmar haver confirmat l'existència de la lluna de Waltemath. Ell la va nomenar Lilith. Sepharial va afirmar que Lilith era una lluna fosca invisible en la majoria de les vegades, però va afirmar que la va veure al seu pas per davant del Sol.
El 1926 la revista científica Die Sterne, va publicar els resultats de l'astrònom aficionat alemany W. Spill, que va afirmar haver vist amb èxit una segona lluna orbitant la Terra.
A la fi dels 60 Juan Bargby va dir haver observat al voltant de deu petits satèl·lits naturals de la Terra, però això mai va ser confirmat.
En 2011, els científics planetaris Erik Asphaug i Jutzi Martín van proposar un model en el qual una segona lluna hauria existit en el passat, quan la Lluna s'estava formant al voltant de la Terra després del gran impacte, i més tard es va estavellar en la Lluna.

## Sondeigs generals
William Henry Pickering (1858-1938) va estudiar la possibilitat d'una segona lluna i va fer una cerca general de descartar la possibilitat de molts tipus d'objectes abans de 1903. El seu article de 1922 "Un satèl·lit de meteorits" en Popular Astronomy va estimular l'augment de cerques per als petits satèl·lits naturals per part dels astrònoms aficionats. Pickering també va postular que la Lluna s'havia després de la Terra.
Després de descobrir Plutó, l'Oficina d'Investigació de l'artilleria de l'Exèrcit dels Estats Units va encarregar a Clyde Tombaugh buscar asteroides propers a la Terra. L'Exèrcit va emetre un comunicat públic el març de 1954 per explicar el motiu d'aquest sondeig. No obstant això, d'acord amb Donald Keyhoe, més tard el director del Comitè Nacional d'Investigacions de Fenòmens Aeris (NICAP), la veritable raó de la cerca sobtada es va deure a dos objectes propers a la Terra que havien estat recollits amb el nou radar a mitjan 1953, d'acord amb fonts del Pentàgon. Keyhoe va declarar el maig de 1954 que la cerca havia estat un èxit, i un o dos objectes s'hi havien oposat. No obstant això, la història realment no va descansar fins al 23 d'agost d'aquell any, quan la revista Aviation Week, va dir que només s'hi havia oposat dos satèl·lits naturals de 400 i 600 quilòmetres. No obstant això, Tombaugh va emetre desmentiments públics de qualsevol oposició. L'informe d'octubre de 1955 en l'edició de Popular Mechanics, va informar la revista:
| « | El professor Tombaugh manté silenci sobre els seus resultats. No ha dit si els petits satèl·lits naturals han estat descoberts o no. Ell diu, no obstant això, que els informes periòdics de fa 18 mesos anunciant el descobriment dels satèl·lits naturals de 400 i 600 km no són correctes. Afegeix que no hi ha connexió entre el programa de cerca i els informes dels anomenats platerets voladors. | » |

A una conferència de meteors de 1957 a Los Angeles, Tombaugh va reiterar que els seus quatre anys de cerca de satèl·lits naturals no havien tingut èxit. El 1959, Tombaugh va emetre un informe final indicant que no havia trobat res amb la seva cerca.

## Quasi-satèl·lits i troians

L'òrbita de la Terra i el quasi-satèl·lit Cruithne

Observat des de la Terra, Cruithne sembla orbitar a un punt fora d'ella.

Encara que no hi ha altres llunes de la Terra que s'hagin trobat fins avui, hi ha diversos tipus d'Objectes propers a la Terra en ressonància 1:1 amb ella, la qual cosa es coneix com quasi-satèl·lits. Els quasi-satèl·lits orbiten al voltant del Sol des de la mateixa distància que el planeta. Les seves òrbites són inestables, i amb el temps poden acabar situant-se en altres ressonàncies, o ser expulsats de les seves òrbites durant milers d'anys. Dins d'aquest grup de quasi-satèl·lits de la Terra s'inclouen 2010 SO16, 2002 AA29 i (3753) Cruithne. Cruithne, va ser descobert en 1986, orbitant al voltant del Sol en una òrbita el·líptica, encara que sembla tenir una òrbita de ferradura quan es veu des de la Terra. Cruithne ha estat batejada com "La segona lluna de la Terra".
La diferència clau entre un satèl·lit i un quasi-satèl·lit és que l'òrbita d'un satèl·lit natural de la terra és fonamentalment dependent de la gravetat del sistema Terra-Lluna, mentre que l'òrbita d'un quasi-satèl·lit insignificant podria canviar si la Terra i la Lluna es retiressin aviat, ja que un quasi-satèl·lit està en òrbita al voltant del Sol en una òrbita similar a la Terra en les proximitats d'aquesta.
Terra posseeix un conegut asteroide troià, un petit cos atrapat gravitacionalment estable en el punt de Lagrange és L₄. L'objecte, 2010 CT₇ és d'aproximadament 300 metres de longitud. Igual que els quasi-satèl·lits, orbita el Sol en una ressonància 1:1 amb la Terra, en comptes de la Terra en si mateixa.

## Satèl·lits temporals
El 14 de setembre de 2006, un objecte estimat en 5 metres de diàmetre va ser descobert en òrbita gairebé polar al voltant de la Terra. Originalment pensat per ser una tercera etapa de la Saturn S-IVB de reforç a l'Apollo 12, es va determinar que més tard seria un asteroide i que es denomina 2006 RH120. L'asteroide va tornar a entrar en l'òrbita solar, després de 13 mesos i s'espera que torni a l'òrbita de la Terra en 21 anys.
Els models d'ordinador dels astrofísics Mikael Granvik, Vaubaillon Jeremie, i Robert Jedicke de la Universitat Cornell suggereixen que aquests satèl·lits "temporals" ha de ser bastant comuns, i que "En un moment donat, ha d'haver-hi almenys un satèl·lit natural de la Terra d'1 metre de diàmetre que l'orbita." Tals objectes, que romanen en òrbita durant deu mesos en mitjana abans de tornar a l'òrbita solar, serien objectius relativament fàcils per a exploracions espacials tripulades.
L'esment més antic coneguda en la literatura científica d'un objecte capturat temporalment orbitant és de Clarence Canto per la processó Meteor del 9 de febrer de 1913:
| « | "Sembla que els cossos havien estat viatjant per l'espai, probablement en una òrbita al voltant del Sol, i que en arribar prop de la terra van ser capturats ràpidament per ella i fa que es mogui sobre ella com un satèl·lit." | » |

I més tard, el 1916, William Frederick Denning va declarar:
| « | "Els meteors grans que passen a través d'Amèrica del Nord el 9 de febrer de 1913, presenta algunes característiques úniques. La durada del seu vol observada va ser d'uns 2600 quilòmetres, i han d'haver estat movent-se en trajectòries concèntriques o gairebé concèntriques, amb la superfície de la terra, per la qual cosa temporalment es van formar nous satèl·lits terrestres." | » |

## Literatura
- L'escriptor Jules Verne es va assabentar en 1861 de la proposta Petit i va fer ús de la idea en la seva novel·la de 1865, De la Terra a la Lluna.[5] Aquesta lluna fictícia, no obstant això, no es va ajustar exactament sobre la base de les observacions de la proposta de Tolosa de Llenguadoc o de Petit a nivell tècnic i, per tant, l'òrbita suggerida per Verne era matemàticament incorrecta.[4] Petit va morir en 1865, per la qual cosa no va viure per oferir una resposta a la lluna de ficció de Julio Verne.[26] L'explosiva popularitat del llibre de Verne en el segle xix va provocar que molts astrònoms aficionats busquessin altres llunes al voltant de la Terra.
- Eleanor Cameron en  Planeta Xampinyó, novel·les per a nens (a partir del 1954 El meravellós vol al Planeta Bolet) es troba en una petita segona lluna, habitable cridada Basidio en l'una òrbita invisible a 50.000 quilòmetres de la Terra.
- El 1963 Tom Swift, Jr.,en la novel·la juvenil Tom Swift i els Pirates d'asteroides, compta amb la lluna Nestria, també anomenada Petita Lluna, que originalment era un asteroide i va ser traslladat a l'òrbita de la Terra a 50.000 quilòmetres d'altitud. Es va al·legar que els Estats Units i una base d'investigació es va establir allí per les empreses Swift.
- Samuel R. Delany el 1975 en la seva novel·la Dhalgren, compta amb una Terra que, misteriosament, adquireix una segona lluna.